# Kaiserschmarrn (Film)
Kaiserschmarrn ist eine Verwechslungskomödie aus dem Jahr 2013 von Daniel Krauss. Die Hauptrolle spielt Antoine Monot jr.

## Handlung
Erotikdarsteller Alex Gaul sieht in seiner Ähnlichkeit zu dem Heimatfilmstar Zacharias Zucker eine Gelegenheit, im seriösen Filmgeschäft Fuß zu fassen. Er arrangiert einen Erotikfilmdreh am Wörthersee, nahe dem Set für den neuen Heimatfilm mit Zucker, und nimmt dessen Rolle ein.

## Hintergrund
Der Film entstand an 30 Drehtagen zwischen dem 20. September und dem 31. Oktober 2010 in München und am Wörthersee. Das Budget wird auf etwa 780.000 Euro geschätzt. Kinostart in Deutschland war der 31. Oktober 2013.

## Kritiken
Cinema schrieb über den Film: „In diesem läppischen Komödienstadel jodelt noch nicht mal die Lederhose.“
Die Webseite Kino-Zeit urteilte, Kaiserschmarrn habe „bei aller Schrillheit und Willen zum bedingungslosen Trash durchaus seine Momente.“ Die guten Szenen drohen jedoch „in dem schrägen Sammelsurium aus (angedeutetem) Sex und Klamauk, aus schlimmen Kalauern und peinlichen Witzen“ unterzugehen.